# Tour de Qatar de 2003
El Tour de Qatar de 2003 fou la segona edició del Tour de Qatar. La cursa es disputà en cinc etapes entre el 31 de gener i el 4 de febrer de 2003. Alberto Loddo guanyà la classificació final, així com la dels punts i dels joves. El Team CSC guanyà la dels equips.

## Etapes
| Etapa    | Data        | Recorregut                  | Km       | Vencedor d'etapa | Líder de la general |
| -------- | ----------- | --------------------------- | -------- | ---------------- | ------------------- |
| 1a etapa | 31 de gener | Doha - Doha                 | 190,0 km | Alberto Loddo    | Alberto Loddo       |
| 2a etapa | 1 de febrer | Rus Laffan - Doha           | 137,0 km | Damien Nazon     | Alberto Loddo       |
| 3a etapa | 2 de febrer | Camel Race Track - Doha     | 187,5 km | Stefan van Dijk  | Alberto Loddo       |
| 4a etapa | 3 de febrer | Al Wakra - Doha             | 151,5 km | Ivan Quaranta    | Alberto Loddo       |
| 5a etapa | 4 de febrer | Sealine Beach Resort - Doha | 144,0 km | Servais Knaven   | Alberto Loddo       |

## Classificació general final
| #  | Ciclista            | Equip                  | Temps       |
| -- | ------------------- | ---------------------- | ----------- |
| 1  | Alberto Loddo       | Lampre-Daikin          | 15h 29' 56" |
| 2  | Olaf Pollack        | Gerolsteiner           | m. t.       |
| 3  | Ján Svorada         | Lampre-Daikin          | + 07"       |
| 4  | Lars Michaelsen     | Team CSC               | m. t.       |
| 5  | Damien Nazon        | Brioches La Boulangère | + 09"       |
| 6  | Julian Dean         | Team CSC               | + 20"       |
| 7  | Aurélien Clerc      | Quick Step-Davitamon   | + 26"       |
| 8  | Léon van Bon        | Lotto-Domo             | + 28"       |
| 9  | Nicolas Jalabert    | Team CSC               | + 29"       |
| 10 | James Vanlandschoot | Vlaanderen-T-Interim   | + 30"       |